# Konstantin Yeryomenko
Konstantin Viktorovich Yeryomenko (Dnipropetrovsk, 5 de agosto de 1970 – Moscou, 18 de março de 2010) foi um jogador de futsal russo, que foi nomeado o melhor jogador de futsal do século XX.